# ミッキーのライバル大騒動
『ミッキーのライバル大騒動』（ミッキーのライバルだいそうどう、原題: Mickey's Rival）は、ウォルト・ディズニー・プロダクション（現：ウォルト・ディズニー・カンパニー）が制作したアニメーション短編映画作品である。ミッキーマウスの短編映画シリーズの一作品。
ディズニーのクラシック短編作品に唯一ミッキーマウスのライバル、モーティマー・マウスが出演する作品。

## あらすじ
ある日、ミッキーとミニーが、ピクニックをしていると、誰かが超速急高級車に乗って現れた。ミニーの幼馴染、モーティマー・マウスだ。彼はミニーの手にキスをするとミニーはうっとりする。余裕綽々な態度でミニーに接するモーティマーが気にいらないミッキーであったが、突っかかる度に軽くあしらわれてしまう。結局、モーティマーもピクニックに加わることになってしまい、ミニーと仲良くしている二人をミッキーは苦々しい顔で見ており、ミッキーの自動車も、モーティマーの超速急高級車に意地悪されて、落ち込んでいた。
そんな中、1匹の猛牛を見つけたモーティマーは敷物にしていたマットを使って、闘牛士のまねをし始める。彼は、マットを振りながら、猛牛を翻弄する。嫉妬にかられて不機嫌なミッキーをよそに、ミニーはそんな彼にうっとりするばかり。
しかし調子に乗ったモーティマーは、猛牛の柵の門が開けっ放しになっている箇所に気づかぬまま闘牛を続けてしまい、猛牛は脱走し、モーティマーは怖がって車で逃げ去ってしまう。猛牛は赤い布を被ったミニーを見て猛然と襲い掛かってくる。ミニーを猛牛から救うべく、ミッキーは後を追い始める。ミッキーとミニーの自動車の助けもあり、2人はその場から脱出。その帰り道でミッキーはミニーと和解するのであった。

## スタッフ
- 製作総指揮：ウォルト・ディズニー
- 製作：ジョン・サザーランド
- 作画：クライド・ジェロニミ、ディック・ヒューマー、オリー・ジョンストン 他
- 監督：ウィルフレッド・ジャクソン

## キャスト
| キャラクター         | 原語版                 | ポニー・ バンダイ版 | BVHE（旧）版 | BVHE（新）版 |
| -------------------- | ---------------------- | ------------------- | ------------ | ------------ |
| ミッキーマウス       | ウォルト・ディズニー   | 後藤真寿美          | 納谷六朗     | 青柳隆志     |
| ミニーマウス         | マーセリット・ガーナー | 下川久美子          | 水谷優子     | 水谷優子     |
| モーティマー・マウス | ピント・コルヴィッグ   | 江原正士            | 石丸博也     | 水内清光     |
| ナレーション         | -                      | 土井美加            | -            | -            |

## 日本での公開

### 収録
- 『ディズニー・アニメ ゴールド・シリーズ ミニーマウス』（VHS、ポニー、後藤吹き替え版）
- 『ディズニー・アニメ ゴールド・シリーズ ミニー・マウス!!』（VHS、バンダイ、後藤吹き替え版）
- 『夢と魔法の宝石箱 ミッキーとごきげんチーム』（VHS、DHV Japan, Ltd.、納谷吹き替え版）
- 『ゆかいな仲間たち ミッキーに夢中』（VHS、ブエナ ビスタ ホーム エンターテイメント、青柳吹き替え版）
- 『ミッキー ザ・グレーテストヒッツ』（VHS、ブエナ ビスタ ホーム エンターテイメント、青柳吹き替え版）
- 『ミッキーマウス/カラーエピソード Vol.1 限定保存版』（DVD、ブエナ ビスタ ホーム エンターテイメント、青柳吹き替え版）
- 『セレブレーション! ミッキーマウス』（DVD、ウォルト・ディズニー・ジャパン、青柳吹き替え版）